# Jane Zuengler
Jane Ellen Zuengler (sinh ngày 7 tháng 4 năm 1948) là một giáo sư Mỹ làm việc trong lĩnh vực ngôn ngữ học.

## Sự nghiệp
Bà hiện là giáo sư khoa tiếng Anh tại Đại học Wisconsin–Madison.  Ngoài ra, bà còn là tổng biên tập của tập san học thuật Applied Linguistics. Bà đã công bố nhiều nghiên cứu trong lĩnh vực ngôn ngữ học. Nghiên cứu của bà tập trung vào vấn đề tiếp thu ngôn ngữ, diễn ngôn trong lớp học và tiếng Anh toàn cầu. Bà tốt nghiệp bằng Cử nhân Nghệ thuật tại University of Wisconsin–Eau Claire và tốt nghiệp bằng Thạc sĩ tại Đại học Wisconsin-Madison. Bà tốt nghiệp bằng Thạc sĩ Giáo dục and Tiến sĩ Giáo dục tại Đại học Columbia ởNew York.